# Bolbitis heudelotii
Bolbitis heudelotii es una planta originaria de África subtropical y tropical, desde Etiopía al oeste hasta Senegal y hasta el norte de Sudáfrica. También es conocida como helecho acuático africano,  helecho rastrero o helecho del Congo. Fue así denominada en honor al explorador botánico de África occidental Jean-Pierre Heudelot (1802-1837).

## Descripción
Bolbitis heudelotii es un helecho polipodial acuático que crece sumergido en ríos y arroyos, adherido a rocas o madera por las raicillas filiformes que se extienden desde sus rizomas . Tiene hojas pinnadas de color verde oscuro de 15 a 40 cm. cm de largo y 15–25 cm de ancho. El agua en su hábitat nativo es de movimiento rápido sobre fondos arenosos o rocosos, muy limpia, poco dura y ligeramente ácida. Las raíces se adhieren a las rocas y a los lechos arenosos. 

## Cultivo
Esta especie se utiliza a menudo como planta de dificultad media a difícil en acuarios tropicales de agua dulce. Requiere temperaturas de 22° a 28 °C y agua de ácida  a neutra, en un rango de pH de 6,0 a 7,0 y con un Gh entre 2 y 10. Tolera una amplia gama de niveles de luz, aunque con iluminaciones débiles su crecimiento es muy lento. Crece mejor en aguas con cierto movimiento.
Parece ser intolerante al hacinamiento del tanque y al exceso de excrementos de los peces.  Se cultiva mejor fijada a un trozo de madera en vez de plantada directamente en el sustrato. Es una planta de crecimiento lento, que se acelera por la adición de CO2. La propagación se realiza por división y esquejes del rizoma.